# Volutomitra pailoloana
Volutomitra pailoloana is een slakkensoort uit de familie van de Volutomitridae. De wetenschappelijke naam van de soort is voor het eerst geldig gepubliceerd in 1963 door J. Cate.